# ロベルト・スアレス
ロベルト・アレクサンデル・スアレス・スベーロ（スペイン語: Robert Alexander Suarez Subero, 1991年3月1日 - ）は、ベネズエラ共和国ボリバル州出身のプロ野球選手（投手）。右投右打。MLBのサンディエゴ・パドレス所属。
実兄は同じくプロ野球選手のアルバート・スアレス。

## 経歴

### プロ入り前
少年時代に野球を始めたものの、10代のうちにメジャー球団とは契約することができず、20歳で一旦野球を辞めた。その後は、母国で建築現場の作業員やタクシーの運転手として働いていたものの、夢を諦められず22歳で野球を再開し、2014年に23歳でメキシコに渡りプロ入りを目指した。

### プロ入りとサルティーヨ時代
2015年、メキシカンリーグのサルティーヨ・サラペメーカーズと契約。ここでは中継ぎとして43試合に登板して5勝0敗23セーブ、防御率1.71の好成績を残した。当時から99マイル（159km/h）の速球を投げており、47.1回で48奪三振を記録した。そのためシーズン中からメジャーリーグの複数球団に加え、福岡ソフトバンクホークスも獲得を狙っていた。

### ソフトバンク時代
2015年11月2日、ソフトバンクと推定年俸5000万円の1年契約を結んだ。背番号は球団史上初めて90を着用することとなった（後述）。

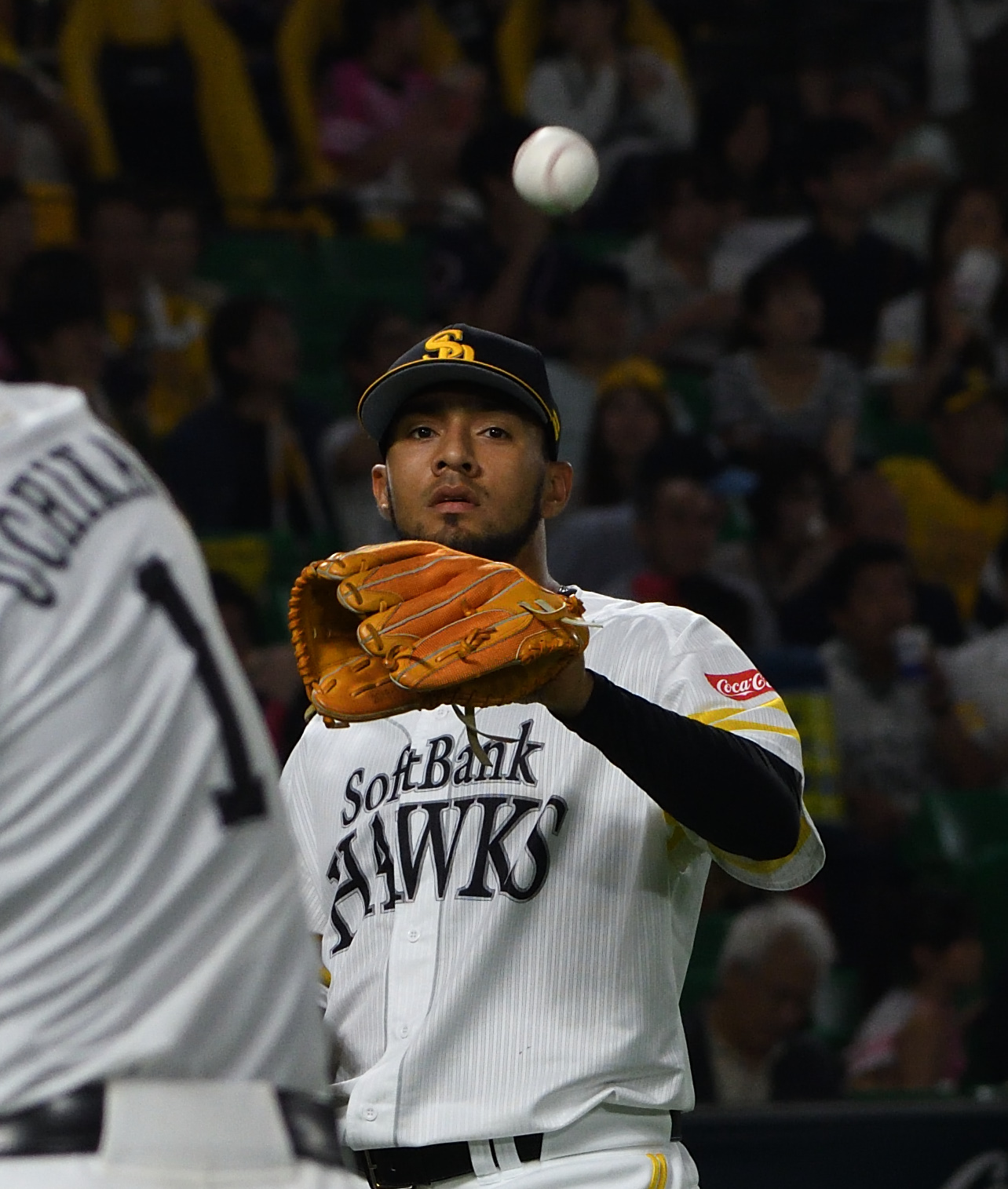
福岡ソフトバンクホークス時代
（2016年5月25日、福岡ヤフオク!ドームにて）

2016年、開幕は二軍で迎えるものの4月9日に一軍登録され、同月10日に藤崎台県営野球場で行われた対オリックス・バファローズ2回戦において8回に初登板し、1イニングを打者3人で抑える好投を見せると、12日の対埼玉西武ライオンズ戦で初のホールドを、24日の対北海道日本ハムファイターズ戦では初勝利を挙げ、セットアッパーとして頭角を現す。5月12日の対千葉ロッテマリーンズ戦で初黒星を喫するが、その後もセットアッパーとして活躍し、クローザーのデニス・サファテに次いで、チームで2番目に多い58試合に登板し、53.2回を投げ、2勝6敗1セーブ26ホールドを記録した。10月14日のクライマックスシリーズで球団新記録となる161km/hを記録。オフに推定年俸8000万円の1年契約でソフトバンクに残留することが決まった。
2017年はシーズン開幕前の2月8日に第4回WBCのベネズエラ代表に選出された。3月11日に行われた1次ラウンド、対イタリア戦に登板。7回にリリーフで登板。1イニングを無失点で抑えるが、翌12日に行われた対メキシコ戦で、8回にリリーフとして登板した際に、右腕に強い痛みを覚え負傷降板する。3月17日に神奈川県内の病院で精密検査を行い、「右前腕部の軽度の肉離れ」と診断されたが、4月5日に右腕を検査の為に渡米。再検査の結果、右肘に異常が見つかり同月11日に「右肘内側側副靱帯再建手術（トミー・ジョン手術）」を受けることとなり、2017年シーズンは登板なしに終わった。
2018年も上記の怪我のリハビリに取り組んでいたが、8月11日に行われた対日本ハム戦において2年ぶりとなる一軍公式戦登板を果たし、8月22日の対日本ハム戦では2年ぶりの復活勝利を飾る。シーズン全体では11試合の登板で1勝1敗3ホールド、防御率6.30の成績に終わったものの、先発転向も視野に入れて現状維持の推定年俸8000万円で再契約を結んだ。
2019年は先発に転向し、6先発を含む9試合に登板したものの、0勝4敗、防御率5.74の成績に終わり、オフにソフトバンクから戦力外通告を受けた。

### 阪神時代

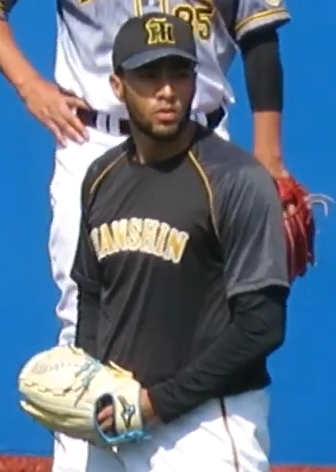
阪神タイガース時代

2019年12月19日に阪神タイガースと契約合意した。推定年俸8000万円の1年契約で、背番号は75。
2020年6月23日の対東京ヤクルトスワローズ1回戦において8回に登板しデビュー。1イニングを打者3人・9球で抑えた。25日の3回戦で初のホールドを記録するなどセットアッパーとして活躍していたが、7月12日の対横浜DeNAベイスターズ5回戦において、この日登録を抹消されたクローザー藤川球児の代役に指名され2点差の9回に登板。1失点こそしたがリードを守り切って阪神では初、日本ではソフトバンク時代の2016年以来4年ぶりのセーブを記録し、その後はクローザーに定着。10月15日の対中日ドラゴンズ21回戦まで敗戦・被本塁打ともになしという安定した投球で次々とセーブを重ね、最終的に25セーブを記録し、最多セーブ投手のタイトルを獲得した。その後、メジャー複数球団からの調査があり、残留交渉が難航し、12月2日に自由契約選手公示された。12月24日、推定年俸2億6000万円の2年契約で阪神に残留することが発表された。
2021年はCOVID-19の影響で1月24日に来日。5月8日のDeNA戦で自己最長となる13イニング連続無失点を記録すると、5月は12試合登板で防御率0.00を記録した。6月11日の楽天戦で藤川球児が持つ11試合連続セーブに並び、6月13日の対楽天戦3回戦で球団記録となる12試合連続セーブを達成。球宴参加後に一時帰国、7月25日に再来日する。10月12日の読売ジャイアンツ戦で40セーブ目を挙げ、最終的にNPB歴代7位タイとなる42セーブを記録し、2年連続の最多セーブ投手のタイトルを獲得した。2年目に関しては本人がメジャー球団との契約を優先したため、シーズン終了後の11月30日に退団が発表された。

### パドレス時代
2021年12月1日にサンディエゴ・パドレスと契約した。背番号は阪神時代と同じ75となった。
2022年は4月7日に行われたアリゾナ・ダイヤモンドバックスとの開幕戦（チェイス・フィールド）で、2点リードの9回裏にメジャー初登板。しかし、先頭打者から3連続四死球を与え、1つもアウトを奪えず降板すると、後を継いだクレイグ・スタメンがセス・ビアにサヨナラ本塁打を打たれたため、敗戦投手となった。しかしながら敗戦投手となったのはこの1度のみで、その後は安定した投球を見せ最終的に45試合に登板し5勝11ホールド、防御率2.27を記録、チームのワイルドカード入りに貢献した。
2024年3月15日にMLB史上初となる韓国のソウルでロサンゼルス・ドジャースと開催する開幕戦に帯同する選手として発表され、3月20日に開幕ロースター入り、この年はクローザーとして起用され、65試合で9勝36セーブ、防御率2.77の成績を残し、チームを一昨年以来となるワイルドカード入りへと導いた。
2025年3月27日に開幕ロースター入りが発表、2年連続の開幕ロースター入りを果たした。

## 選手としての特徴
| 球種           | 割合 | 平均球速 | 平均球速 | 最高球速 | 最高球速 |
| 球種           | %    | mph      | km/h     | mph      | km/h     |
| -------------- | ---- | -------- | -------- | -------- | -------- |
| フォーシーム   | 43.6 | 97.9     | 157.6    | 101.4    | 163.2    |
| シンカー       | 22.2 | 97.0     | 156.1    | 101.4    | 163.2    |
| チェンジアップ | 21.0 | 89.3     | 143.7    | 101.4    | 163.2    |
| カッター       | 8.7  | 93.6     | 150.6    | 101.4    | 163.2    |
| カーブ         | 4.5  | 80.6     | 129.7    | 101.4    | 163.2    |

最速101.4mph（約163.2km/h、日本での最速は163km/h）を計測し、NPBでも屈指の球威を持つフォーシームと、大きく沈みながら160km/h以上も計測するシンカーが投球の6割ほどを占める。変化球は、スプリット、チェンジアップ、スライダーを投げ、いずれも常時140km/h以上を計測する。

## 人物
ソフトバンクに入団した際に与えられた背番号90は、野球漫画「あぶさん」の主人公・景浦安武がつけていたことから、前身の南海・ダイエー時代から欠番が続いていたが、2014年2月に連載が終了したため、作者の水島新司からも了解を得たという。
阪神での愛称は「スアちゃん」。
ソフトバンク時代の同僚だった加治屋蓮に風貌が似ていたことから、スアレスが加治屋に「ヘイ、兄弟!」と呼びかけていた。なお、2人は2021年に阪神で再びチームメイトとなった。
2020年10月19日の対ヤクルト戦（阪神甲子園球場）では、実兄のアルバートがヤクルトの先発投手として6イニング、自身が藤浪晋太郎の後を受けて9回表に救援で1イニングを投げた。兄のアルバートはこの年の対阪神戦に先発で2度登板していたが、自身には登板の機会がなかったことから、3度目の対戦にして「外国人兄弟投手が別々のチームに所属しながら同じ試合に登板する」という日本プロ野球史上初の記録を樹立した。
2021年10月3日にはアルバートが対広島東洋カープ戦、ロベルトが対中日戦にそれぞれ抑えとして登板し、同じく史上初となる「兄弟同日セーブ記録」を達成した。
阪神では絶対的守護神とまで言われる存在感を発揮し、退団によってチームに空く穴は大きいとも評された。

## 詳細情報

### 年度別投手成績
| 年 度    | 球 団        | 登 板 | 先 発 | 完 投 | 完 封 | 無 四 球 | 勝 利 | 敗 戦 | セ 丨 ブ | ホ 丨 ル ド | 勝 率 | 打 者 | 投 球 回 | 被 安 打 | 被 本 塁 打 | 与 四 球 | 敬 遠 | 与 死 球 | 奪 三 振 | 暴 投 | ボ 丨 ク | 失 点 | 自 責 点 | 防 御 率 | W H I P |
| -------- | ------------ | ----- | ----- | ----- | ----- | -------- | ----- | ----- | -------- | ----------- | ----- | ----- | -------- | -------- | ----------- | -------- | ----- | -------- | -------- | ----- | -------- | ----- | -------- | -------- | ------- |
| 2016     | ソフトバンク | 58    | 0     | 0     | 0     | 0        | 2     | 6     | 1        | 26          | .250  | 223   | 53.2     | 49       | 5           | 18       | 3     | 1        | 64       | 2     | 0        | 21    | 19       | 3.19     | 1.25    |
| 2018     | ソフトバンク | 11    | 0     | 0     | 0     | 0        | 1     | 1     | 0        | 3           | .500  | 51    | 10.0     | 15       | 1           | 5        | 0     | 1        | 10       | 0     | 0        | 7     | 7        | 6.30     | 2.00    |
| 2019     | ソフトバンク | 9     | 6     | 0     | 0     | 0        | 0     | 4     | 0        | 0           | .000  | 126   | 26.2     | 28       | 6           | 20       | 0     | 1        | 27       | 2     | 0        | 18    | 17       | 5.74     | 1.80    |
| 2020     | 阪神         | 51    | 0     | 0     | 0     | 0        | 3     | 1     | 25       | 8           | .750  | 208   | 52.1     | 36       | 2           | 19       | 4     | 0        | 50       | 2     | 0        | 15    | 13       | 2.24     | 1.05    |
| 2021     | 阪神         | 62    | 0     | 0     | 0     | 0        | 1     | 1     | 42       | 0           | .500  | 229   | 62.1     | 40       | 0           | 8        | 2     | 0        | 58       | 1     | 0        | 9     | 8        | 1.16     | 0.77    |
| 2022     | SD           | 45    | 0     | 0     | 0     | 0        | 5     | 1     | 1        | 11          | .833  | 191   | 47.2     | 29       | 4           | 21       | 0     | 4        | 61       | 2     | 1        | 13    | 12       | 2.27     | 1.05    |
| 2023     | SD           | 26    | 0     | 0     | 0     | 0        | 4     | 3     | 0        | 8           | .571  | 108   | 27.2     | 15       | 4           | 10       | 3     | 0        | 24       | 0     | 0        | 13    | 13       | 4.23     | 0.90    |
| 2024     | SD           | 65    | 0     | 0     | 0     | 0        | 9     | 3     | 36       | 1           | .750  | 258   | 65.0     | 52       | 7           | 16       | 1     | 0        | 59       | 1     | 0        | 21    | 20       | 2.77     | 1.05    |
| NPB：5年 | NPB：5年     | 191   | 6     | 0     | 0     | 0        | 7     | 13    | 68       | 37          | .350  | 837   | 205      | 168      | 14          | 70       | 9     | 3        | 209      | 7     | 0        | 70    | 64       | 2.81     | 1.16    |
| MLB：3年 | MLB：3年     | 136   | 0     | 0     | 0     | 0        | 18    | 7     | 37       | 20          | .720  | 557   | 140.1    | 96       | 15          | 47       | 4     | 4        | 144      | 3     | 1        | 47    | 45       | 2.89     | 1.02    |

- 2024年度シーズン終了時
- 各年度の太字はリーグ最高

### 年度別守備成績
| 年 度 | 球 団        | 投手  | 投手  | 投手  | 投手  | 投手  | 投手     |
| 年 度 | 球 団        | 試 合 | 刺 殺 | 補 殺 | 失 策 | 併 殺 | 守 備 率 |
| ----- | ------------ | ----- | ----- | ----- | ----- | ----- | -------- |
| 2016  | ソフトバンク | 58    | 2     | 10    | 2     | 0     | .857     |
| 2018  | ソフトバンク | 11    | 0     | 3     | 0     | 0     | 1.000    |
| 2019  | ソフトバンク | 9     | 2     | 5     | 2     | 0     | .778     |
| 2020  | 阪神         | 51    | 2     | 9     | 1     | 0     | .917     |
| 2021  | 阪神         | 62    | 1     | 13    | 0     | 1     | 1.000    |
| 2022  | SD           | 45    | 3     | 1     | 0     | 0     | 1.000    |
| 2023  | SD           | 26    | 0     | 1     | 0     | 0     | 1.000    |
| 2024  | SD           | 65    | 5     | 2     | 0     | 0     | 1.000    |
| NPB   | NPB          | 191   | 7     | 40    | 5     | 1     | .904     |
| MLB   | MLB          | 136   | 8     | 4     | 0     | 0     | 1.000    |

- 2024年度シーズン終了時

### タイトル
NPB
- 最多セーブ投手：2回（2020年[52]、2021年[35]）

### 表彰
NPB
- 月間MVP：1回（投手部門：2021年5月）

MLB
- リリーバー・オブ・ザ・マンス：2回（2024年5月、2025年4月）

### 記録

#### NPB
初記録
- 初登板：2016年4月10日、対オリックス・バファローズ2回戦（藤崎台県営野球場）、8回表に2番手で救援登板、1回無失点
- 初奪三振：同上、8回表に宮﨑祐樹から空振り三振
- 初ホールド：2016年4月12日、対埼玉西武ライオンズ3回戦（西武プリンスドーム）、8回裏に4番手で救援登板、1回無失点
- 初勝利：2016年4月24日、対北海道日本ハムファイターズ5回戦（福岡 ヤフオク!ドーム）、8回表に4番手で救援登板、2回無失点
- 初セーブ：2016年6月9日、対横浜DeNAベイスターズ3回戦（福岡 ヤフオク!ドーム）、9回表に5番手で救援登板・完了、1回無失点

その他の記録
- 登板試合連続セーブ：12 ※阪神球団記録
- オールスターゲーム出場：1回（2021年）

#### MLB
初記録
- 初登板：2022年4月7日、対アリゾナ・ダイヤモンドバックス1回戦（チェイス・フィールド）、9回裏に4番手で救援登板、0回3失点で敗戦投手[38]
- 初ホールド：2022年4月20日、対シンシナティ・レッズ2回戦（ペトコ・パーク）、7回表に2番手で救援登板、1回2/3を無失点
- 初勝利：2022年4月24日、対ロサンゼルス・ドジャース2回戦（ペトコ・パーク）、10回表に5番手で救援登板、1回無失点[53]
- 初セーブ：2022年5月21日、対サンフランシスコ・ジャイアンツ4回戦（オラクル・パーク）、10回表に5番手で救援登板・完了、1回1失点（自責点0）[54]

### 背番号
- 90（2016年[46] - 2019年）
- 75（2020年[21] - ）

### 登場曲
- 「Sex On The Beach」Spankers（2016年）
- 「SHaKy SHaKy」Daddy Yankee（2017年）
- 「X」Nicky Jam x J.Balvin（2018年）
- 「Con Calma」Daddy Yankee、Snow（2019年）
- 「Muévelo」Nicky Jam & Daddy Yankee（2020年）
- 「Costoso」Neutro Shorty（2021年）

### 代表歴
- 2017 ワールド・ベースボール・クラシック・ベネズエラ代表